# Pinczyn (gromada)
Pinczyn (od 1 I 1962 Semlin) – dawna gromada, czyli najmniejsza jednostka podziału terytorialnego Polskiej Rzeczypospolitej Ludowej w latach 1954–1972.
Gromady, z gromadzkimi radami narodowymi (GRN) jako organami władzy najniższego stopnia na wsi, funkcjonowały od reformy reorganizującej administrację wiejską przeprowadzonej jesienią 1954 do momentu ich zniesienia z dniem 1 stycznia 1973, tym samym wypierając organizację gminną w latach 1954–1972.
Gromadę Pinczyn z siedzibą GRN w Pinczynie utworzono – jako jedną z 8759 gromad na obszarze Polski – w powiecie starogardzkim w woj. gdańskim na mocy uchwały nr 23/III/54 WRN w Gdańsku z dnia 5 października 1954. W skład jednostki weszły obszary dotychczasowych gromad Pinczyn, Karolewo i Pałubinek ze zniesionej gminy Zblewo w tymże powiecie. Dla gromady ustalono 21 członków gromadzkiej rady narodowej.
1 stycznia 1962 do gromady Pinczyn włączono obszar zniesionej gromady Kleszczewo Kościerskie w tymże powiecie, po czym gromadę Pinczyn zniesiono, przenosząc siedzibę GRN z Pinczyna do Semlina i zmieniając nazwę jednostki na gromada Semlin.